# قره‌داغ‌لی، جبراییل
قره‌داغ‌لی (ترکی آذربایجانی: Qaradağlı) یک منطقهٔ مسکونی در جمهوری آرتساخ است که در استان هادروت واقع شده‌است.